# Marshall Govindan

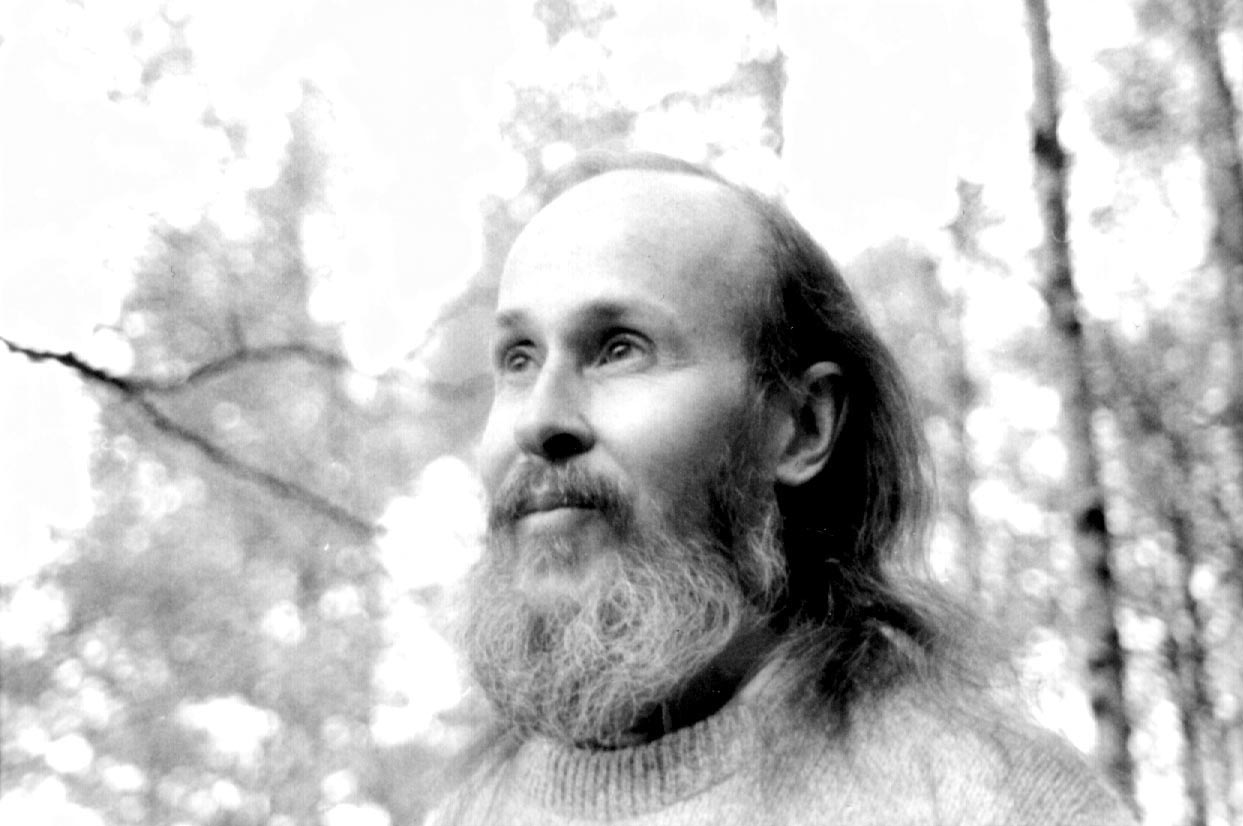
Marshall Govindan

Marshall Govindan (o Yogacharya M. Govindan Satchidananda) es un Kriya Yogui, autor, erudito y editor de obras literarias relacionadas con el Yoga Clásico, el Tantra, y profesor de Kriya Yoga. Es el presidente de Babaji's Kriya Yoga and Publications, Inc., y el presidente de la Orden de Acharyas del Kriya Yoga de Babaji (Babaji's Kriya Yoga Order of Archaryas), una orden establecida de más de 25 profesores de Kriya Yoga, operando en más de 20 países, con ashrams en St. Etienne de Bolton, Quebec, Bangalore en India, Colombo en Sri Lanka.  Desde 1989 ha iniciado personalmente a unas 10.000 personas en el Kriya Yoga de Babaji, en una serie de sesiones y retiros intensivos.  Sus libros Kriya Yoga Sutras de Patanjali y los Siddhas y La sabiduría de Jesús y los Yoga Siddhas han demostrado el paralelismo entre las enseñanzas de sabiduría de Patanjali y Tirumular, Siddhas de Yoga tamiles, y las de Jesús.  Desde el año 2000 Govindan ha patrocinado y dirigido a un equipo de seis eruditos en el Proyecto de Investigación Yoga Siddha (Yoga Siddha Research Project) en Tamil Nadu, cuyos objetivos incluyen la preservación, transcripción, traducción con comentarios y publicación de las obras literarias de los 18 Siddhas de Yoga tamiles, a partir de antiguos manuscritos de hojas de palma.  Hasta ahora estas importantes obras de Yoga, Tantra, teísmo monista y filosofía Siddha eran desconocidas para el mundo de habla inglesa. La última de las siete publicaciones producidas por este proyecto es la primera traducción al inglés con comentarios del Tirumandiram, que es uno de los textos sagrados más importantes relacionados con el Yoga.
Govindan fue homenajeado el 17 de enero de 2010 en Chennai, India por sus contribuciones a esta obra monumental. 
En el 2008 la Federación Francófona de Yoga le otorgó el título de “Yoga Acharya”, y fue nombrado uno de los 39 miembros vitalicios del World Yoga Council (Concilio Mundial del Yoga), entre más de los 10.000 miembros de la Federación Internacional de profesores de Yoga (International Yoga Federation of teachers), en reconocimiento a sus contribuciones en el campo del Yoga.
M. Govindan Satchidananda ha recibido el "Premio Patanjali" honorario, por su destacado servicio al Yoga, del Concilio Mundiral del Yoga (World Wide Yoga Council) y del Dharmachari Swami Maitreyananda, presidente de la Federación Internacional de Yoga, la asociación más antigua y más grande de Yoga, que registra a los profesores de esta disciplina. Satchidananda ha sido añadido a una larga lista de personas que han recibido este premio desde el año 1986. Puedes ver la lista de los que han recibido este galardón aquí.

## Carrera
En 1970, tras graduarse en la Escuela de Servicio Exterior de la Universidad de Georgetown (Georgetown University’s School of Foreign Service),  fue iniciado en Kriya Yoga por Yogui S.A.A. Ramaiah (1923–2006), permaneciendo como discípulo suyo hasta finales de 1988, y ayudándole en el establecimiento de 23 centros de Kriya Yoga por todo el mundo.  Ha descrito sus dos encuentros con Babaji Nagaraj, el gurú de Yogui Ramaiah, más allá de Badrinath, en los Himalayas, en 1999, y ha escrito profusamente sobre Babaji y los Yoga Siddhas.

## Recepción
El indólogo y erudito de Yoga, Dr. Georg Feuerstein escribió en la reseña de la publicación del Tirumandiram por parte de Govindan: "Los amantes del Yoga de habla inglesa y la comunidad académica tienen una enorme deuda de gratitud con Marshall Govindan (Satchidananda) por iniciar y sostener este gigantesco proyecto."
En 1996 Feuerstein, en su reseña de la publicación de Govindan Thirumandiram: A Classic of Yoga and Tantra, le alabó por su contribución al campo del Yoga clásico al editar y publicar por primera vez en inglés lo que él llamó una de las cuatro obras literarias más importantes relacionadas con el Yoga.
Feuerstein escribió en noviembre del 2001 lo siguiente en Yoga Journal, en su reseña de la obra de Govindan Kriya Yoga Sutras de Patanjali y los Siddhas: "Una significativa contribución a la sadhana de todo estudiante serio, esta copiosa (casi 300 páginas) nueva obra, resultado de diez años de esfuerzo, incluye una traducción detallada, trucos para integrar las lecciones en la propia práctica, referencias a otros comentarios e índices de palabras claves tanto en sánscrito como en inglés."
Hinduism Today (julio de 2010) escribió: "El mundo está inundado de yoga, de yoga de la risa y de “hot yoga”, y de yoga de spa de cinco estrellas, yoga para perder peso y yoga para el parto. Pero pocos conocen las fuentes auténticas, y menos aún profundizan en ellas. Una de estas fuentes, largo tiempo secuestrada en su lenguaje tamil original - y en un intento de traducción en inglés deficiente - ha salido a la luz.  El Tirumandiram, el clásico místico del santo tamil Tirumular, fue presentado en una celebración de gala en Chennai, India, el 17 de enero de 2010. La edición de diez volúmenes ha sido producida por un equipo de eminentes eruditos bajo la dirección del dr. T. N. Ganapathy, patrocinada por Marshall Govindan Satchitananda, presidente de la Orden de Acharyas del Kriya Yoga de Babaji. La lista de invitados a la ceremonia fue un testimonio de la importancia de este texto, incluyendo a los directores de los monasterios Saiva de Dharmapuram, Tiruvavaduthurai, y Tiruppanandal, y al ministro de interior, Sri P. Chidambaram.
Es un buen motivo de celebración. La traducción es de una calidad excelente y la impresión es adecuada. Los libros tienen el mérito de ser precisos en la traducción del tamil al inglés, tomando una postura neutral y equilibrada respecto a las interpretaciones filosóficas."
K. R. Periyakaruppan, Ministro de Donaciones Caritativas Religiosas Hindúes del estado de Tamil Nadu, India: “La publicación de las traducciones al inglés está impulsando al gobierno del estado de Tamil Nadu, India, a reconocer su importancia y también a publicarlas”. El gobierno del estado considerará favorablemente el establecer una editorial para libros religiosos tamiles” dijo K. R. Periyakaruppan, Ministro de Donaciones Caritativas Religiosas Hindúes. Al hablar en el evento organizado aquí el domingo para presentar la serie de 10 volúmenes de la traducción al inglés del Tirumandiram, dijo que esa editorial podría mostrar al mundo la grandeza del lenguaje tamil. Las traducciones al tamil de The Kriya Yoga Sutras de Patanjali y La voz de Babaji: una trilogía de Kriya Yoga fueron también presentadas para la ocasión. Hablaron Govindan Satchidananda, el editor de los libros, el director de Sakthi Group of Companies y el dr. Ganapathy."
Stephane Champagne, periodista del periódico La Presse de Montreal: "El director del ashram, Marshall Govindan, y su esposa Durga, son conocidos en casi todo el mundo. Ellos enseñan Yoga en Estados Unidos, Europa e incluso en la India. M. Govindan está construyendo un ashram en la región de Bangalore, el Silicon Valley de India."